# Излаке
Излаке (словен. Izlake) је насељено место у општини Загорје об Сави, Засавска регија, Словенија.

## Историја
До територијалне реорганизације у Словенији било је у саставу старе општине Загорје об Сави.

## Становништво
У попису становништва из 2011. године, Излаке је имало 1.181 становника.
| Број становника према пописима | Број становника према пописима | Број становника према пописима |
| ------------------------------ | ------------------------------ | ------------------------------ |
| 1991                           | 2002                           | 2011                           |
| 970                            | 1.146                          | 1.181                          |

Напомена: Године 1990. повећана за делове насеља Добрљево, Забрезник и Згорњи Прховец и Подлиповица.